# Kościół Nawrócenia św. Pawła Apostoła w Warszawie
Kościół Nawrócenia św. Pawła Apostoła – kościół rzymskokatolicki w Warszawie. 

## Historia
Zgodę na budowę świątyni władze wydały 5 kwietnia 1976 r., w 28 lat po erygowaniu parafii Nawrócenia św. Pawła Apostoła w Warszawie, gdy proboszczem był zmarły w 2001 roku ks. Jan Flaziński. Kamień węgielny pod budowę wmurował 27 maja 1978 r. kard. Stefan Wyszyński.
Ks. prałat Jan Flaziński doprowadził budowę świątyni do końca. Kościół poświęcił 25 stycznia 1985 r. kard. Józef Glemp. Autorami projektu kościoła są Konrad Kucza-Kuczyński i Andrzej Miklaszewski.

## Architektura

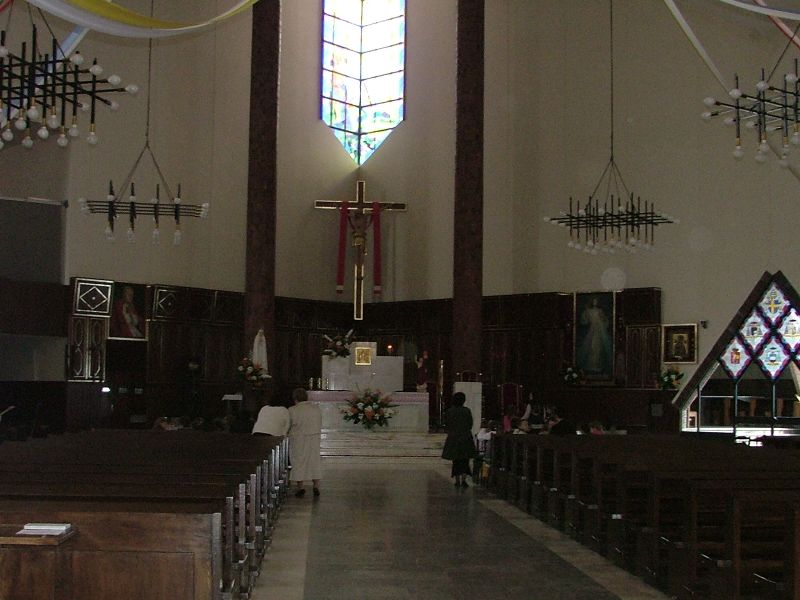
Wnętrze

Koncepcja wnętrza opiera się na podporządkowaniu nawy centralnej kompozycji krzyża zawieszonego między filarami prezbiterium, gdzie bazą krzyża jest tabernakulum wykonane z białego marmuru. Stalowy krzyż nad wejściem, podtrzymywany jest przez 10 wsporników symbolizujących dłonie wiernych. Na chórze są 26-głosowe organy zbudowane przez A. Nagalskiego z lat 1994−1995.